# Pseudaletia extranea
Pseudaletia extranea är en fjärilsart som beskrevs av Achille Guenée 1852. Pseudaletia extranea ingår i släktet Pseudaletia och familjen nattflyn. Inga underarter finns listade i Catalogue of Life.